# صليب البحرية
صليب البحرية هو ثاني أعلى وسام عسكري في البحرية الأمريكية وسلاح مشاة البحرية يُمنح للبحارة ومشاة البحرية الذين يتميزون بالبطولة غير العادية في القتال مع قوة معادية مسلحة. وهو يعادل صليب الخدمة المتميزة للجيش، وصليب الطيران للقوات الجوية والفضائية، وصليب خفر السواحل.